# Nalingu
Nalingu ist ein Verwaltungsbezirk (Ward) des Distrikts Mtwara in der tansanischen Region Mtwara. 

## Geografie
Nalingu liegt im Südosten von Tansania zwischen den Bezirken Msanga Mkuu im Nordwesten und Msimbati im Südosten am Indischen Ozean. Zum Bezirk gehört neben dem Küstenstreifen auch eine vorgelagerte Insel. Die Fläche des Bezirks beträgt 35 Quadratkilometer. Bei der Volkszählung 2022 lebten hier 5501 Menschen in 1546 Haushalten.

## Gliederung
Der Bezirk besteht aus fünf Gemeinden (Mtaa) mit 17 Orten (Kitongoji):
| Mnete - Kilimani - Mnete Pwani - Chiyono - Mnete Barabarani | Mkubiru - Mkubiru Juu - Mkubiru Pwani - Mvituje - Nangurukuru | Nalingu - Gulioni - Majengo - Zahanati | Milamba - Milamba A - Milamba B - Shuleni | Mnazi - Namnongola - Msokole - Fungumi |

## Wirtschaft und Infrastruktur
- Gesundheit: In Nalingu befindet sich eine staatliche Apotheke.[5]